# Guglielmo Gonzaga, Duce de Mantua
Guglielmo Gonzaga (24 aprilie 1538 – 14 august 1587) a fost Duce de Mantua și Montferrat din 1550 până în 1587. A fost al doilea fiu al lui Federico al II-lea Gonzaga, Duce de Mantua și a Margaret Palaeologina. În 1574, Montferrat a fost ridicată la rang de ducat iar el a devenit primul duce. A fost succedat de fiul său, Vincenzo.

## Biografie
Guglielmo a fost deosebit de interesat de muzica vocală sacră și este cunoscut mai ales istoricilor muzicii pentru corespondența sa amplă cu compozitorul Pierluigi da Palestrina Giovanni. El a construit o biserică nouă, mare, în Mantua, dedicată Sfintei Barbara. S-a angajat într-o negociere fără precedent cu papalitatea pentru a crea propriul său rit pentru Mantua și a dedicat resurse considerabile dezvoltării unui repertoriu muzical pentru biserică, comandând lucrări de Giaches de Wert și Palestrina. O parte a corespondenței sale cu Palestrina discută despre lucrările comandate în detaliu, oferind preferințele sale muzicale. Gusturile muzicale ale lui Guglielmo au fost conservatoare pentru acele timpuri. El s-a bucurat să imite muzica contrapunct dar a fost preocupat și să mențină claritatea textului, arătând astfel influența reformelor tridentine. La moartea sa, fiul său Vincent a invitat adepți ai tendințelor mai moderne la curtea sa.

### Căsătorie
Guglielmo   s-a căsătorit cu Arhiducesa Eleanor de Austria la 26 aprilie 1561. Copiii lor au fost:
- Vincenzo I, Duce de Mantua (21 septembrie 1562 – 9 februarie 1612); s-a căsătorit cu Eleonora de Medici (nepoata Eleanorei).
- Margherita Gonzaga (27 mai 1564 – 6 ianuarie 1618); s-a căsătorit cu Alfonso II d'Este.
- Anna Caterina Gonzaga (17 ianuarie 1566 – 3 august 1621); s-a căsătorit cu unchiul matern, Ferdinand al II-lea, Arhiduce de Austria.

1. ↑  IdRef, accesat în 5 martie 2020